# Big Muff

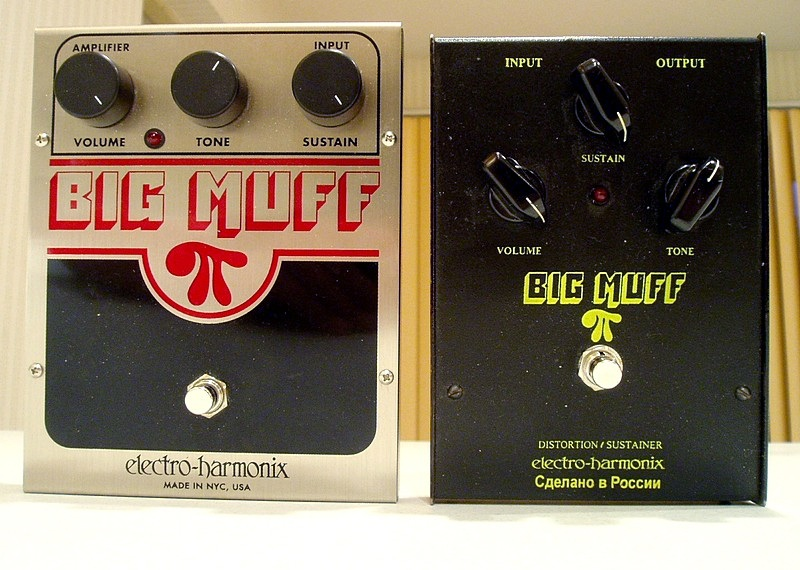
A sinistra il Big Muff versione statunitense, a destra quello prodotto in Russia

Il Big Muff è un pedale di distorsione prodotto dalle fabbriche Electro-Harmonix (New York, Stati Uniti) e dalla Sovtek (Saratov, Russia). Viene principalmente usato come effetto per chitarra ma, specialmente per quanto riguarda la versione russa, può essere usato anche per il basso.

## Storia
Il Big Muff fu inventato dall'ingegnere statunitense Mike Matthews a cavallo tra la fine degli anni sessanta e l'inizio dei settanta. Una parte importante nella creazione di questo effetto è rappresentata dalla cooperazione tra Matthews e Jimi Hendrix: prima della morte, avvenuta nel 1970, Hendrix sperimentò alcuni prototipi del Big Muff, contribuendone allo sviluppo; lo stesso Matthews successivamente ammetterà che il suono della chitarra di Hendrix fu una forte ispirazione per la creazione di questo effetto.
Dalla metà degli anni '70 le vendite del Big Muff aumentarono sensibilmente, per diversi fattori: la grande affidabilità, il suono particolare, il prezzo contenuto e il fatto che tra gli utilizzatori ci fossero anche celebri chitarristi come Carlos Santana e David Gilmour.
Tra gli anni ottanta e i novanta il Big Muff divenne parte del suono caratteristico di molte band famose, come Smashing Pumpkins, Dinosaur Jr., Sonic Youth, White Stripes. I Mudhoney addirittura, come "omaggio" a questo effetto, intitolarono un loro album Superfuzz Bigmuff. 

## Tecnologia e varianti prodotte
La maggior parte delle versioni del Big Muff utilizza quattro stadi a transistor. Il primo stadio è un boost pulito, che pilota i successivi due stadi di clipping che creano la distorsione grazie a coppie di diodi. La fase finale è un ulteriore stadio di boost che recupera la perdita di volume dopo il tono, che essendo passivo comporta grande perdita di segnale. Per un breve periodo alla fine degli anni '70, il Big Muff usò amplificatori operazionali, o integrati, che all'epoca non furono così apprezzati come le precedenti versioni a transistor. Solo recentemente trovano interesse tra i collezionisti e i musicisti. Il Big Muff a integrati ha una leggera variazione nel suono rispetto alla versione a transistor, non è così scavato e sembra tagliare di più in una situazione di insieme, il che è desiderabile per alcuni. Electro-Harmonix ha anche rilasciato una versione maggiorata del Big Muff conosciuta come Deluxe Big Muff Pi. Questa versione includeva un compressore integrato in aggiunta al Big Muff standard. Era disponibile in 2 versioni: una con interruttore BLEND e un'altra con interruttore SERIES/PARALLEL. Per la band dei Mogwai la Electro-Harmonix ha prodotto una versione specifica dell'effetto chiamata proprio "Mogwai Big Muff". Caratterizzati da un suono più estremo, ne vennero fatti solo 100 esemplari.